# Tetterode

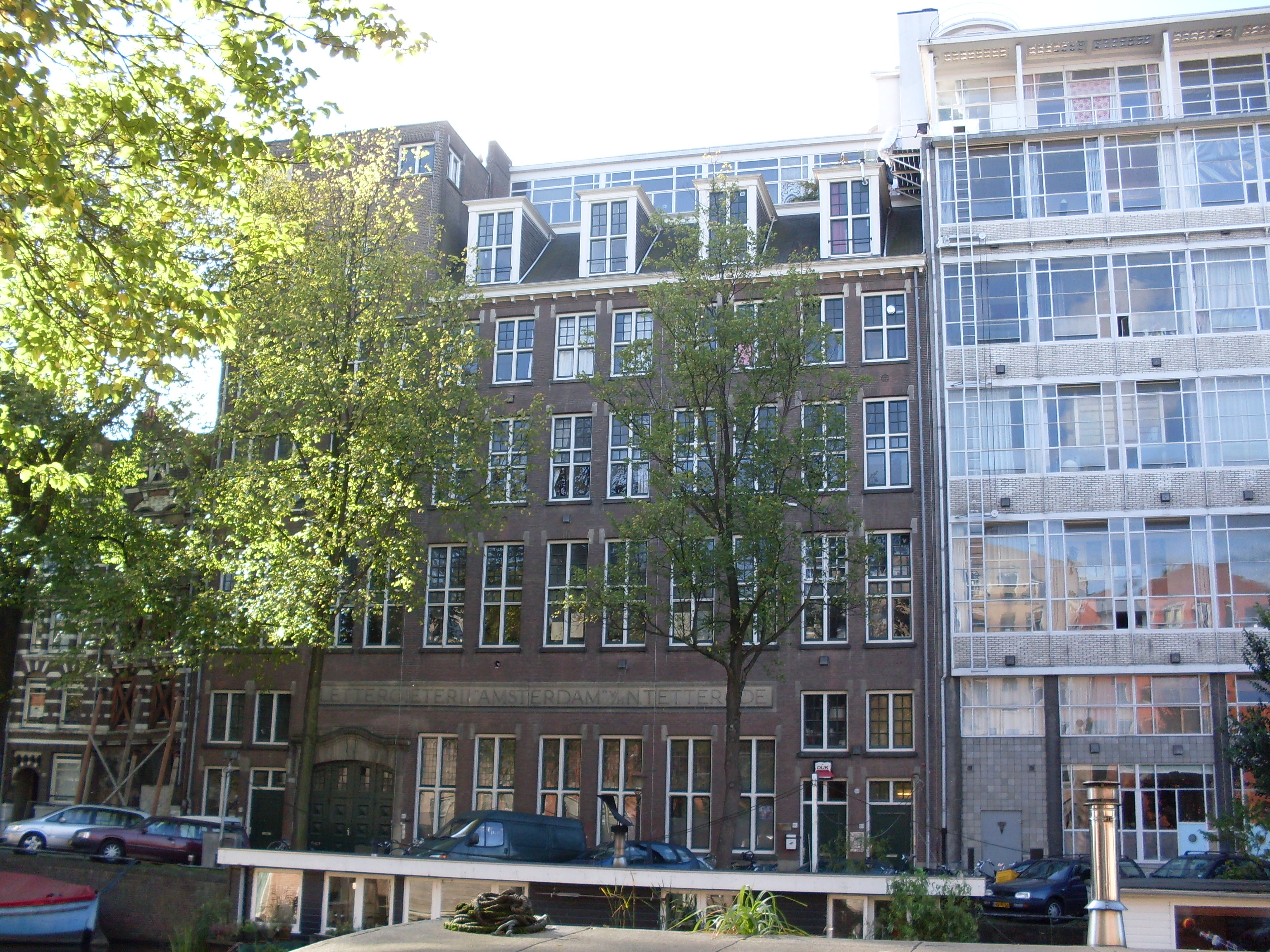
Schriftgießerei (Tetterode)

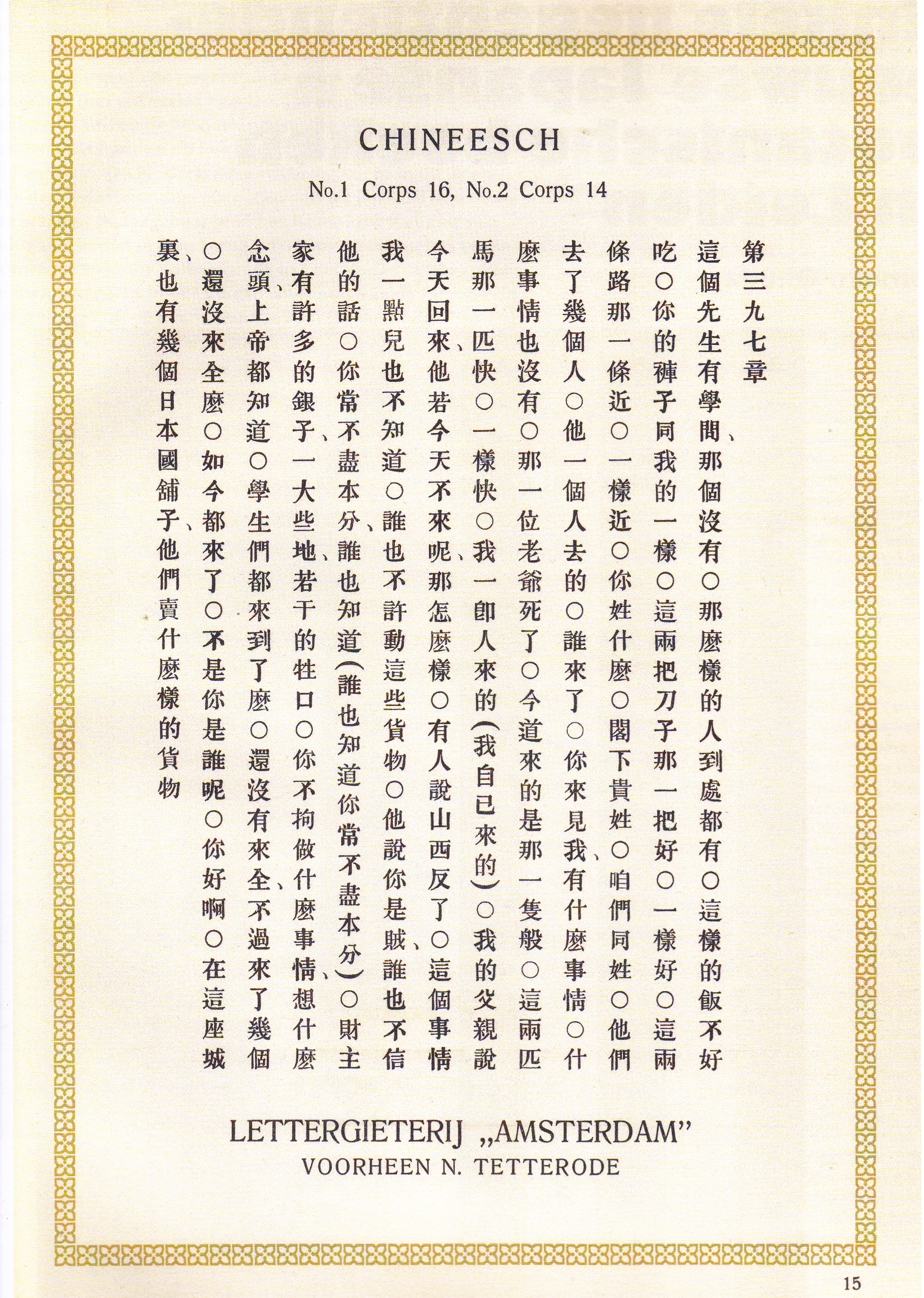
Chinese Print NL

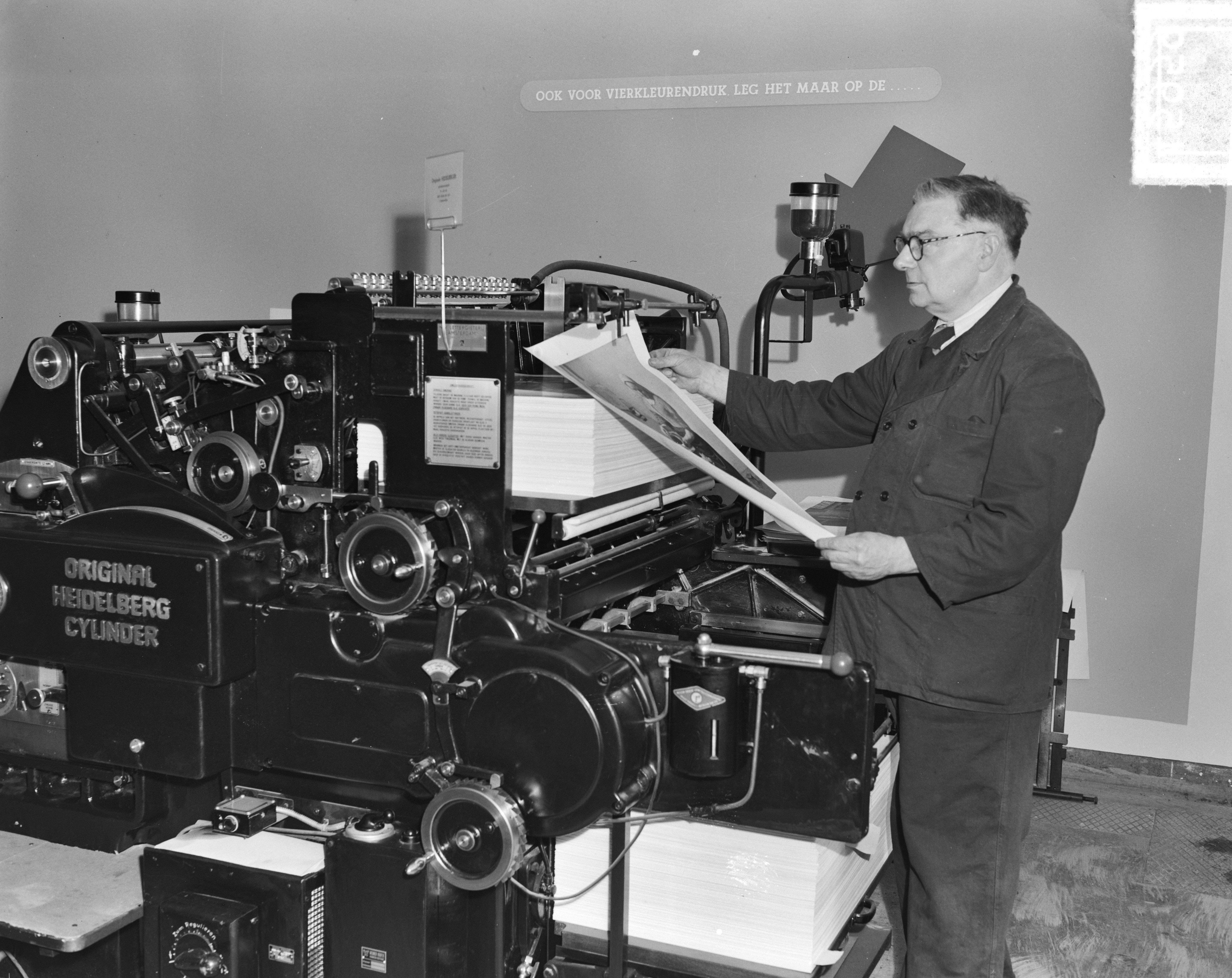
Tetterode, Inventarnummer 904-5959

Tetterode, auch bekannt als Lettergieterij "Amsterdam" voorheen N. Tetterode und als N.V. Lettergieterij »Amsterdam« vorheen N. Tetterode, war eine Schriftgießerei in Amsterdam.
Nicolaas Tetterode (1816–1894) gründete 1851 die  Schriftgießerei N. Tetterode in Rotterdam, die 1857 nach Amsterdam verlegt wurde. Seit 1901 war sie unter ihrem Namen N.V. Lettergieterij »Amsterdam« vorheen N. Tetterode in der Bilderdijkstraat 163–156 ansässig.
S. H. de Roos arbeitete von 1907 bis 1947 für N.V. Lettergieterij »Amsterdam« vorheen N. Tetterode. Er entwarf zahlreiche moderne Schriften und zudem Buchstaben aus dem Fernen Osten, griechische, hebräische und syrische Buchstaben, chinesische Zeichen und javanische Schrift. Dick Dooijes wurde sein Nachfolger als Schriftentwerfer und arbeitete 40 Jahre bei N.V. Lettergieterij »Amsterdam« vorheen N. Tetterode.
Tetterode legte 1910 die Typographische Bibliothek an, die seit 1971 in die Universitätsbibliothek Amsterdam integriert wurde. Gemeinsam mit der Bibliotheek van de Koninklijke Vereniging van het Boekenvak bildet die Collectie Tetterode eine der größten Sammlungen zur Typografie in Europa, die Auskunft gibt über Papier, Lettern, Buchstaben, Bücher, Illustrationen, Bucheinband, Grafikdesign, Produktion und Vertrieb von Büchern.
Seit 1927 bestand eine Kooperation mit der H. Berthold AG. Nach dem Krieg gab es eine Zusammenarbeit mit der American Type Founders. 1963 wurde die Firma mit Bührmann’s Papiergroßhandel zusammengelegt. 1988 wurde die Gießerei geschlossen. Einige Schriften gingen an die Firma Fundición Tipográfica Neufville, die weiterproduzierte. Im Jahre 2000 wurden alle Schriftlizenzen der Lettergieterij "Amsterdam" voorheen N. Tetterode an Linotype weitergegeben.
Künstler, die mit Tetterode zusammenarbeiteten:
- Karel P. C. de Bazel
- Johan Briedé
- Pieter Das
- Dick Dooijes
- Theo Nieuwenhuis
- Dolf Overbeek
- S. H. de Roos
- Stefan Schlesinger
- Jan Tschichold
- Leo Visser
- Imre Reiner[4]